# Rejon bieżanicki
Rejon bieżanicki (ros. Бежаницкий район) – jednostka administracyjna wchodząca w skład obwodu pskowskiego w Rosji.
Centrum administracyjnym rejonu jest osiedle typu miejskiego Bieżanice.

## Geografia
Powierzchnia rejonu wynosi 3535,28 km².
Graniczy z obwodem nowogrodzkim oraz z rejonami obwodu pskowskiego: łokniańskim: pustoszkińskim, opoczeckim, noworżewskim i diedowiczskim.
Główne rzeki rejonu to Soroć i jej lewy dopływ Lsta.

## Demografia
W 2020 roku rejon zamieszkiwało 9482 mieszkańców.

## Podział administracyjny
W skład rejonu wchodzi: 1 osiedle miejskie (osiedle Bieżanicy) i 4 osiedla wiejskie (469 miejscowości): Bieżanickoje, Czichaczowskoje, Polistowskoje, Wołost Luszczikskaja.